# 錦輝館
錦輝館（きんきかん、1891年10月9日 開業 - 1918年8月19日 焼失）は、かつて存在した日本の多目的会場である。1897年（明治30年）にヴァイタスコープによる東京で初めての映画上映が行われたことや、赤旗事件の舞台となったことでも知られる。後年は映画興行ばかりになり映画館として記憶される。

## 略歴・概要
1891年（明治24年）10月9日、東京府東京市神田区錦町（現在の東京都千代田区神田錦町3-3。東京国税局神田税務署の位置）に開業する。当初、集会のための貸しホールとして開業し、神田美土代町にあった東京基督教青年会館（のちの神田YMCA、2003年閉館）と並び、若年労働者や学生の集う場所であった。開場まもない10月20日には錦輝館で開かれた自由党大演説会では、ナイフを所持した暴漢に演説中の板垣退助が襲撃される暗殺未遂事件も発生している
1894年（明治27年）2月10日・11日 三派大集演芸会が開かれる。（落語柳連）春風亭柳枝、談洲楼燕枝、（浪花節連）鼈甲斎虎丸、浪花亭駒吉、（落語三遊連）4代目橘家圓喬、三遊亭円遊。
1897年（明治30年）3月6日、新居商会が「電気活動大写真会」と銘打ち、ヴァイタスコープによる映画の上映会を行った。これは東京における最初の映画興行である。このときの弁士が十文字大元であり、宣伝を仕切ったのが広告代理店の広目屋、駒田好洋である。ヴァイタスコープには直流電源が必要で、発電のために石油エンジンを貸し出した十文字商会の人物が十文字大元である。
1899年（明治32年）6月1日、米西戦争（1898年）についてのアメリカのニュース映画『米西戦争活動大写真』が上映され、これが「日本初のニュース映画上映」とされる。
1907年（明治40年）3月、京都の映画会社横田商会が同館と特約を結び、映画の定期的上映を開始する。

1908年（明治41年）6月22日、赤旗事件が起きる。「錦輝館事件」とも呼ばれ、事件に名を冠することになる。
同年8月1日、イタリアの映画会社と契約を結び、活動写真会を開いている。のちに、洋画の専門館となった。
1918年（大正7年）8月19日、火災により焼失した。

## おもなフィルモグラフィ
同館で公開された吉沢商店、横田商会を中心とした日本映画の一覧である。
- 『北清事変活動大写真』 : 撮影柴田常吉・深谷駒吉、製作日本活動写真会、1900年10月18日
- 『教育活動写真』 : 1902年1月2日
- 『京都祇園祭実況』 : 製作吉沢商店、1903年5月20日
- 『スタンダード活動写真』 : 1906年8月10日
- 『社会パック活動写真』 : 撮影千葉吉蔵、製作東京パック社、1906年9月7日
- 『大演習』 : 提供横田商会、1907年11月13日
- 『錦輝館の活動写真』 : 提供横田商会、1908年3月20日
- 『良心の勝利』 : 提供横田商会、1909年2月6日
- 『女夫波』 : 原作田口掬汀、出演中野信近、製作吉沢商店、1909年2月10日
- 『遺言状』 : 提供横田商会、1909年3月19日
- 『命乞ひ』 : 1909年3月19日
- 『侯爵夫人』 : 提供横田商会、1909年4月1日
- 『危機一髪』 : 提供横田商会、1909年1月29日
- 『保険ぎらい』 : 原作太郎冠者、出演藤沢浅二郎、木下吉之助、製作吉沢商店、1910年2月15日 [8]
- 『御前屑屋』 : 製作吉沢商店、1910年6月16日
- 『背割正宗』 : 1911年6月21日
- 『白虎隊』 : 1911年7月1日
- 『石童丸』 : 1911年7月11日
- 『宮本無三四』 : 製作横田商会、1911年9月1日
- 『天草騒動』 : 原作塚原澁柿園[9]、1911年10月27日
- 『片割れ月』 : 製作吉沢商店、1911年11月10日
- 『常陸丸』 : 製作吉沢商店、1912年1月22日

## 錦輝館と文学
多くの文学者が同館で映画をみたことを日記に書き残し、小説に同館を登場させている。
- 永井荷風『濹東綺譚』
- 徳田秋声『思ひ出るまゝ』
- 五所平之助『わが青春』
- 依田學海『學海日録』
- 和辻哲郎『自叙伝の試み』 : 『和辻哲郎全集 18』、岩波書店、1963年

## 他地域の錦輝館
大正末期の1924年 - 1926年の資料による各地の錦輝館の一覧である。北海道のみに存在した。
- 錦輝館（北海道函館市寶来町、現在の同市宝来町、現存せず） - 経営岩見永次郎、設計中村鎮、1908年開業
- 錦輝館（北海道小樽市手宮町、同市手宮、現存せず）